# The Elder Scrolls III: Morrowind
The Elder Scrolls III: Morrowind je videoigra igranja vlog, ki jo je razvil Bethesda Game Studios in izdala Bethesda Softworks. Gre za tretji del serije The Elder Scrolls, ki sledi The Elder Scrolls II: Daggerfall in je bil izdan leta 2002 za Microsoft Windows in Xbox. Glavna zgodba se dogaja na Vvardenfellu, otoku v provinci Morrowind, ki je del celine Tamriel. Osrednja zgodba zadeva božanstvo Dagoth Ur, nastanjeno v vulkanski Rdeči gori, ki si prizadeva pridobiti moč in osvoboditi Morrowind iz cesarske vladavine.
Čeprav je v prvi vrsti fantazijska igra, z mnogimi elementi igranja in zahodnimi srednjeveškimi in fantastičnimi fantastičnimi tropi, ki jih navdihujejo Dungeons &amp; Dragons in prejšnji RPG-ji, vsebuje tudi nekatere elemente steampunka in je veliko navdiha črpala iz bližnjevzhodne in vzhodnoazijske umetnosti, arhitekture in kultur. Morrowind je bil zasnovan z odprtim, prosto oblikovanim slogom igranja, z manj poudarka na glavni zgodbi kot njegovi predhodniki. 
Morrowind je dosegel tako kritični in komercialni uspeh, osvojil je več nagrad, vključno z Game of the Year in do leta 2005 je bilo prodanih štiri milijone izvodov igre. Igra je ustvarila dve razširitvi: Tribunal in Bloodmoon. Odprtokodni brezplačni programski mehanizem za igre OpenMW omogoča uporabnikom Linuxa in macOS ter Windows, brez emulacije. To zahteva namestitev izvirne igre, kot jih uporablja podatkovne datoteke Bethesda igre in podpira številne modifikacije neodvisnih razvijalcev.

## Sprejem
| Agregator  | Ocena                     |
| ---------- | ------------------------- |
| Metacritic | (PC) 89/100 (Xbox) 87/100 |

| Publikacija    | Ocena  |
| -------------- | ------ |
| Edge           | 6/10   |
| Game Informer  | 9.0/10 |
| GamePro        | 5/5    |
| GameSpot       | 8.7/10 |
| GameSpy        | 89/100 |
| IGN            | 9.4/10 |
| PC Gamer (ZDA) | 90/100 |

Prodaja The Elder Scrolls III: Morrowind je konec junija 2002 dosegla skoraj 95.000 prodanih enot,  konec septembra pa je narasla na 200.000 izvodov.  Avgusta 2005 je igra presegla 4 milijone prodanih izvodov.  V Združenih državah Amerike, je računalniška različica Morrowind prodala 300.000 izvodov in zaslužilia 11,7 milijona $ do avgusta 2006. 

## Razširitve in kompilacije

### Tribunal
The Elder Scrolls III: Tribunal, razglašen 2. septembra 2002 in predviden za izdajo samo za osebni računalnik.  Tribunal postavi igralca v samostojno, obzidano mesto Mournhold, glavno mesto province Morrowind; novo mesto ni povezan z Vvardenfellom in igralec se mora teleporti vanj. Razširitev nadaljuje zgodbo o božanstvih igre. 

### Bloodmoon
The Elder Scrolls III: Bloodmoon, je bil razglašen 14. februarja 2003 in izšel maja istega leta. Bloodmoon je večja razširitev kot Tribunal, kar zadeva pokrito področje in ustvarjeno vsebino;  Razširi glavno območje igre, tako da doda neokrnjeni otok Solstheim, ki se nahaja severozahodno od Vvardenfella, mrazno severno tundro, posuto z gozdovi, in številne nove vrste bitij, kot so kratki, a težki rikeli (rieklings). Ti dodatki so v nasprotju z linearnostjo in omejenostjo Tribunala vrnili igro k "odprtemu igranju".